# Número de Roshko
O Número de Roshko é um número adimensional da Mecânica dos fluidos, que descreve a oscilação de máquinas de fluxo. Sua denominação homenageia Anatol Roshko. É definido como
{\displaystyle {\mathit {Ro}}={St}{Re}={fL^{2} \over \nu }}
sendo Ro o número de Roshko, St o número de Strouhal, Re o número de Reynolds, f a frequência de vórtice 'shedding, L o comprimento característico (por exemplo o diâmetro hidráulico) e ν a viscosidade cinemática do fluido.